# Santes Creus
Il Real Monasterio de Santa María de Santes Creus (in catalano Reial Monestir de Santa Maria de Santes Creus) è un monastero cistercense costruito a partire dal XII secolo, che si trova nella cittadina di Aiguamúrcia, nella provincia di Tarragona in Spagna. Nel XIII secolo, con il patrocinio di Pietro III di Aragona, il quale espresse la volontà d'essere sepolto nel monastero, fu costruito il pantheon reale; qui a sua volta fu sepolto il figlio e futuro re Giacomo II di Aragona. Parte della nobiltà seguì questa tradizione scegliendo questo luogo per il riposo eterno ed il monastero raggiunse così il periodo di massimo splendore e grandezza grazie alle numerose donazioni ricevute, fino al 1340 quando Pietro IV di Aragona decise di installare il pantheon reale nel Monastero di Poblet.
Nel 1835 a seguito della confisca di Mendizabal, la comunità abbandonò l'edificio. Fu dichiarato Monumento Nacional con decreto regio (Real Orden) del 13 luglio 1921. È l'unico monastero incluso nella Ruta del Císter nel quale non è presente vita monastica.

## Storia
L'ordine cistercense si stabilì nella Penisola iberica a partire dall'inizio del XII secolo, con la fondazione dei monasteri di Oseira, Fitero e di Moreruela, il tutto, con il patrocinio reale, per la necessità che si aveva in quel momento di ripopolare lo spazio riconquistato ai musulmani. I monaci diventarono pedine attive della colonizzazione feudale.
Sotto il mandato del conte di Barcellona Raimondo Berengario IV e con lo stesso fine, furono creati i monasteri di Poblet, Santes Creus e in terreni ceduti dallo stesso conte, il monastero femminile di Vallbona de las Monjas, tutti situati nella zona chiamata Nuova Catalogna. Da consuetudine, adottata e estesa dall'ordine cistercense, i suoi monasteri furono dedicati a Santa Maria.

### Fondazione
La fondazione del monastero risale al 1150 grazie alla potente famiglia Moncada quando Guillermo Ramón I de Moncada, siniscalco di Barcellona e i suoi figli donarono, in quella data, ai monaci cistercensi dell'abbazia di Grandselve di Tolosa, dei terreni nel luogo denominato Valldaura vicino all'attuale città di Cerdanyola del Vallès. Insieme al terreno gli si concedeva un permesso per utilizzare i mulini di Rocabruna, oltre a un aiuto di 100 maravedí d'oro all'anno e grano a sufficienza per tutta la durata della costruzione del nuovo monastero. Il motivo per cui si scelse una valle e non la cima della montagna come posizione del monastero dev'essere stato per l'esistenza, in questo luogo, di qualche tipo di costruzione, poiché poco tempo dopo la donazione a Santa María de Valldaura si trovavano già dodici monaci, tre convertiti e l'abate Guillem provenienti dal monastero di Grandselve. Le difficoltà geografiche dell'ambiente per lo sviluppo di un monastero non tardarono a manifestarsi, la carenza di acqua e le terre poco fertili, così come la vicinanza del monastero di Sant Cugat e della città di Barcellona che impedivano la sua espansione territoriale, fecero immediatamente pensare a un cambiamento di ubicazione del monastero.
I monaci comunicarono le loro volontà al siniscalco Moncada che ottenne l'aiuto del vescovo di Barcellona Guillem de Torroja e del conte di Barcellona Raimondo Berengario IV. Il conte concesse nel 1155 alcuni terreni ad Ancosa, vicino a La Llacuna, nella comarca di Anoia. Neanche questo luogo era adeguato data la mancanza di acqua per dedicarsi all'agricoltura, fattore primario all'interno dell'ordine cistercense, per cui non si costruì mai un monastero ma una fattoria dove si trasferì parte della comunità.
Ancora una volta l'influenza della famiglia Moncada, il cui desiderio era di riuscire a fondare il monastero perché fosse il mausoleo della famiglia - per questo la sua prima intenzione fu di costruirlo vicino alla città di Barcellona, luogo di residenza della famiglia - permise di richiedere l'aiuto di Guerau Alemany de Cervelló, signore di vari castelli nelle terre del fiume Gaià, il quale vide di buon occhio la creazione di un monastero nelle sue terre. Assieme alla collaborazione dei nobili Gerard de Jorba e Guillem de Montagut, donarono nel 1160 il sito di Santes Creus, lungo il fiume Gaià, abbondante di acqua e di sufficienti terreni di qualità che garantissero la buona economia del monastero. La sua ubicazione lontana da centri abitati e situata nel bel mezzo della natura dovette piacere ai monaci per poter condurre una tranquilla vita spirituale. Tuttavia, a causa di un conflitto giurisdizionale tra le arcidiocesi di Barcellona e Tarragona, in cui entrambe ritenevano di aver diritto al territorio di Santes Creus, l'insediamento fu ritardato fino a quando il papa Alessandro III decretò l'indipendenza del monastero nel 1168/1169 lasciandolo esente dall'obbedienza tanto dall'arcivescovato di Tarragona quanto dall'arcivescovato di Barcellona. Il monastero di Valldaura lasciò il posto a quello di Santes Creus. L'abate Pere divenne abate di Valldaura il 17 luglio del 1169 e abate di Santes Creus il 9 gennaio del 1170.

## Le sepolture
Nel monastero di Santes Creus di Aiguamúrcia sono sepolti tanti personaggi illustri spagnoli, ed anche italiani, tra cui la regina Bianca di Napoli e l'ammiraglio Ruggiero di Lauria.